# Escuela de Artes y Oficios de Madrid
La Escuela de Artes y Oficios de Madrid fue una institución educativa fundada en 1871 en Madrid, la primera de su tipo de las creadas en España. Formó parte del Real Conservatorio de Artes. Actualmente se denomina Escuela de Arte la Palma.

## Descripción
Fue fundada en 5 de mayo de 1871, a partir de un decreto con la rúbrica del ministro de Fomento, Manuel Ruiz Zorrilla, y del rey Amadeo I. La escuela impartía la enseñanza de aritmética y nociones de álgebra, geometría, nociones de geometría descriptiva y sus aplicaciones elementales a las sombras, perspectiva, corte de piedras, hierro y maderas, nociones de física, química e historia natural, nociones de mecánica, máquinas, manejo de las máquinas más usuales y de las herramientas de artes y oficios, tecnología; principios generales de construcción, con nociones y ejercicios, prácticos de medición de terrenos, nivelación y cubicaciones, dibujo geométrico, de figura, de adorno, copia del yeso y objetos de artes y oficios, modelados y vaciados. Surgió en el seno del denominado Real Conservatorio de Artes. El 5 de noviembre de 1886 fue transformada en la Escuela Central  de Artes y Oficios al tiempo que se independizaba del Conservatorio, mediante un decreto con la rúbrica de Carlos Navarro y Rodrigo y de la reina regente María Cristina.
Poco antes de crearse en 1900 el Ministerio de Instrucción Pública y Bellas Artes, la escuela de Madrid pasó a denominarse Escuela de Artes e Industrias. Para el Ministerio, estas escuelas tenían su razón de ser en la vinculación con la industria y la artesanía. Más que escuelas de artes, eran escuelas de oficios en las que se formaba a los alumnos en técnicas para los que era necesaria una cierta destreza. Diez años después, sin embargo, las escuelas recuperarían su antigua denominación mediante dos Reales Decretos aparecidos en 1910 (8 de junio y 16 de diciembre) que unificaron las enseñanzas aplicadas a la industria en una nueva denominación general de enseñanzas técnicas pero estructuradas en dos niveles, elemental y superior. En el preámbulo al Real Decreto de 8 de junio de 1910, firmado por Álvaro de Figueroa, Conde de Romanones, ministro por segunda vez de Instrucción Pública y Bellas Artes, se hacen diversas reflexiones sobre la dificultad (y la incapacidad) de la administración para ordenar estas enseñanzas. Para resolver, al menos en parte, esa falta de eficacia, Romanones aprobó la puesta en marcha de una nueva ordenación académica. Las escuelas encargadas de impartir el primer nivel serían las de Artes y Oficios que recuperaban su antiguo nombre, “orientadas a la formación de artesanos artísticos”, y las encargadas del segundo nivel serían las Escuelas Industriales, que se ocuparían de la formación de los peritos industriales.
En 1963 se produjo la reforma que derogó el plan de estudios de 1910. El Decreto 2127, con fecha 24 de julio de 1963, modificó la denominación de los centros de manera que, a partir de entonces, la escuela pasó a denominarse Escuela de Artes Aplicadas y Oficios Artísticos de Madrid. Su carácter de escuela central con diversas secciones (que llegaron a ser catorce) se mantuvo hasta 1984, cuando un Real Decreto reorganizó de nuevo las enseñanzas y convirtió a las secciones existentes en escuelas independientes. Actualmente su denominación es Escuela de Arte la Palma.